# Liste des titres musicaux numéro un au Royaume-Uni en 2010
Cette page liste les titres classés no 1 des ventes de disques au Royaume-Uni pour l'année 2010 selon The Official Charts Company. 
Les classements hebdomadaires sont issus des 100 meilleures ventes de singles (UK Singles Chart) et des 100 meilleures ventes d'albums (UK Albums Chart). Ils prennent en compte les ventes physiques et digitales. Ils sont dévoilés le dimanche.

## Classement des singles
| №  | Date         | Artiste                                                   | Titre                    | Référence |
| -- | ------------ | --------------------------------------------------------- | ------------------------ | --------- |
| 1  | 3 janvier    | Lady Gaga                                                 | Bad Romance              |           |
| 2  | 10 janvier   | Iyaz                                                      | Replay                   |           |
| 3  | 17 janvier   | Iyaz                                                      | Replay                   |           |
| 4  | 24 janvier   | Owl City                                                  | Fireflies                |           |
| 5  | 31 janvier   | Owl City                                                  | Fireflies                |           |
| 6  | 7 février    | Owl City                                                  | Fireflies                |           |
| 7  | 14 février   | Helping Haiti                                             | Everybody Hurts          |           |
| 8  | 21 février   | Helping Haiti                                             | Everybody Hurts          |           |
| 9  | 28 février   | Jason Derulo                                              | In My Head               |           |
| 10 | 7 mars       | Tinie Tempah                                              | Pass Out                 |           |
| 11 | 14 mars      | Tinie Tempah                                              | Pass Out                 |           |
| 12 | 21 mars      | Lady Gaga feat. Beyoncé                                   | Telephone                |           |
| 13 | 28 mars      | Lady Gaga feat. Beyoncé                                   | Telephone                |           |
| 14 | 4 avril      | Scouting for Girls                                        | This Ain't a Love Song   |           |
| 15 | 11 avril     | Scouting for Girls                                        | This Ain't a Love Song   |           |
| 16 | 18 avril     | Usher feat. will.i.am                                     | OMG                      |           |
| 17 | 25 avril     | Diana Vickers                                             | Once'                    |           |
| 18 | 2 mai        | Roll Deep (en)                                            | Good Times               |           |
| 19 | 9 mai        | Roll Deep (en)                                            | Good Times               |           |
| 20 | 16 mai       | Roll Deep (en)                                            | Good Times               |           |
| 21 | 23 mai       | B.o.B feat. Bruno Mars                                    | Nothin' on You           |           |
| 22 | 30 mai       | Dizzee Rascal                                             | Dirtee Disco             |           |
| 23 | 6 juin       | David Guetta & Chris Willis feat. Fergie & LMFAO          | Gettin' Over You         |           |
| 24 | 13 juin      | Shout For England (en) feat. Dizzee Rascal & James Corden | Shout                    |           |
| 25 | 20 juin      | Shout For England (en) feat. Dizzee Rascal & James Corden | Shout                    |           |
| 26 | 27 juin      | Katy Perry feat. Snoop Dogg                               | California Gurls         |           |
| 27 | 4 juillet    | Katy Perry feat. Snoop Dogg                               | California Gurls         |           |
| 28 | 11 juillet   | JLS                                                       | The Club is Alive        |           |
| 29 | 18 juillet   | B.o.B feat. Hayley Williams                               | Airplanes                |           |
| 30 | 25 juillet   | Yolanda Be Cool & DCUP (en)                               | We No Speak Americano    |           |
| 31 | 1er août     | The Wanted                                                | All Time Low             |           |
| 32 | 8 août       | Ne-Yo                                                     | Beautiful Monster        |           |
| 33 | 15 août      | Flo Rida feat. David Guetta                               | Club Can't Handle Me     |           |
| 34 | 22 août      | Roll Deep (en)                                            | Green Light              |           |
| 35 | 29 août      | Taio Cruz                                                 | Dynamite                 |           |
| 36 | 5 septembre  | Olly Murs                                                 | Please Don't Let Me Go   |           |
| 37 | 12 septembre | Alexandra Burke feat. Laza Morgan                         | Start Without You        |           |
| 38 | 19 septembre | Alexandra Burke feat. Laza Morgan                         | Start Without You        |           |
| 39 | 26 septembre | Bruno Mars                                                | Just the Way You Are     |           |
| 40 | 3 octobre    | Tinie Tempah feat. Eric Turner                            | Written in the Stars     |           |
| 41 | 10 octobre   | Cee Lo Green                                              | Fuck You!                |           |
| 42 | 17 octobre   | Cee Lo Green                                              | Fuck You!                |           |
| 43 | 24 octobre   | Bruno Mars                                                | Just the Way You Are     |           |
| 44 | 31 octobre   | Cheryl Cole                                               | Promise This             |           |
| 45 | 7 novembre   | Rihanna                                                   | Only Girl (In the World) |           |
| 46 | 14 novembre  | Rihanna                                                   | Only Girl (In the World) |           |
| 47 | 21 novembre  | JLS                                                       | Love You More            |           |
| 48 | 28 novembre  | The X Factor Finalists 2010                               | Heroes                   |           |
| 49 | 5 décembre   | The X Factor Finalists 2010                               | Heroes                   |           |
| 50 | 12 décembre  | The Black Eyed Peas                                       | The Time (Dirty Bit)     |           |
| 51 | 19 décembre  | Matt Cardle                                               | When We Collide          |           |
| 52 | 26 décembre  | Matt Cardle                                               | When We Collide          |           |

## Classement des albums
| №  | Date         | Artiste                  | Titre                                                | Référence |
| -- | ------------ | ------------------------ | ---------------------------------------------------- | --------- |
| 1  | 3 janvier    | Paolo Nutini             | Sunny Side Up                                        |           |
| 2  | 10 janvier   | Paolo Nutini             | Sunny Side Up                                        |           |
| 3  | 17 janvier   | Florence and the Machine | Lungs                                                |           |
| 4  | 24 janvier   | Florence and the Machine | Lungs                                                |           |
| 5  | 31 janvier   | Paolo Nutini             | Sunny Side Up                                        |           |
| 6  | 7 février    | Alicia Keys              | The Element of Freedom                               |           |
| 7  | 14 février   | Alicia Keys              | The Element of Freedom                               |           |
| 8  | 21 février   | Glee Cast                | Glee: The Music, Volume 1                            |           |
| 9  | 28 février   | Lady Gaga                | The Fame                                             |           |
| 10 | 7 mars       | Ellie Goulding           | Lights                                               |           |
| 11 | 14 mars      | Boyzone                  | Brother                                              |           |
| 12 | 21 mars      | Lady Gaga                | The Fame                                             |           |
| 13 | 28 mars      | Boyzone                  | Brother                                              |           |
| 14 | 4 avril      | Boyzone                  | Brother                                              |           |
| 15 | 11 avril     | Lady Gaga                | The Fame                                             |           |
| 16 | 18 avril     | Plan B                   | The Defamation of Strickland Banks                   |           |
| 17 | 25 avril     | AC/DC                    | Iron Man 2                                           |           |
| 18 | 2 mai        | Plan B                   | The Defamation of Strickland Banks                   |           |
| 19 | 9 mai        | Diana Vickers            | Songs from the Tainted Cherry Tree                   |           |
| 20 | 16 mai       | Keane                    | Night Train                                          |           |
| 21 | 23 mai       | The Rolling Stones       | Exile on Main St.                                    |           |
| 22 | 30 mai       | Pendulum                 | Immersion                                            |           |
| 23 | 6 juin       | Jack Johnson             | To the Sea                                           |           |
| 24 | 13 juin      | Christina Aguilera       | Bionic                                               |           |
| 25 | 20 juin      | Oasis                    | Time Flies... 1994-2009                              |           |
| 26 | 27 juin      | Eminem                   | Recovery                                             |           |
| 27 | 4 juillet    | Eminem                   | Recovery                                             |           |
| 28 | 11 juillet   | Kylie Minogue            | Aphrodite                                            |           |
| 29 | 18 juillet   | Eminem                   | Recovery                                             |           |
| 30 | 25 juillet   | Eminem                   | Recovery                                             |           |
| 31 | 1er août     | Eminem                   | Recovery                                             |           |
| 32 | 8 août       | Arcade Fire              | The Suburbs                                          |           |
| 33 | 15 août      | Eminem                   | Recovery                                             |           |
| 34 | 22 août      | Iron Maiden              | The Final Frontier                                   |           |
| 35 | 29 août      | Eminem                   | Recovery                                             |           |
| 36 | 5 septembre  | Katy Perry               | Teenage Dream                                        |           |
| 37 | 12 septembre | Brandon Flowers          | Flamingo                                             |           |
| 38 | 19 septembre | The Script               | Science and Faith                                    |           |
| 39 | 26 septembre | Phil Collins             | Going Back                                           |           |
| 40 | 3 octobre    | The Script               | Science and Faith                                    |           |
| 41 | 10 octobre   | Tinie Tempah             | Disc-Overy                                           |           |
| 42 | 17 octobre   | Robbie Williams          | In and Out of Consciousness: Greatest Hits 1990–2010 |           |
| 43 | 24 octobre   | Kings of Leon            | Come Around Sundown                                  |           |
| 44 | 31 octobre   | Kings of Leon            | Come Around Sundown                                  |           |
| 45 | 7 novembre   | Cheryl Cole              | Messy Little Raindrops                               |           |
| 46 | 14 novembre  | Susan Boyle              | The Gift                                             |           |
| 47 | 21 novembre  | Take That                | Progress                                             |           |
| 48 | 28 novembre  | Take That                | Progress                                             |           |
| 49 | 5 décembre   | Take That                | Progress                                             |           |
| 50 | 12 décembre  | Take That                | Progress                                             |           |
| 51 | 19 décembre  | Take That                | Progress                                             |           |
| 52 | 26 décembre  | Take That                | Progress                                             |           |

## Meilleures ventes de l'année
| Singles | Albums |
| --- | --- |
| 1. Eminem feat. Rihanna – Love the Way You Lie 2. Matt Cardle - When We Collide 3. Bruno Mars – Just the Way You Are 4. Rihanna- Only Girl (In the World) 5. Usher feat. will.i.am- OMG 6. Owl City - Fireflies 7. B.o.B feat. Hayley Williams - Airplanes 8. Katy Perry feat. Snoop Dog - California Gurls 9. Yolanda Be Cool feat. DCUP - We No Speak Americano 10. Tinie Tempah – Pass Out | 1. Take That - Progress 2. Michael Bublé - Crazy Love 3. Lady Gaga - The Fame 4. Rihanna - Loud 5. Plan B - The Defamation of Strickland Banks 6. Paolo Nutini - Sunny Side Up 7. Alicia Keys - The Element of Freedom 8. Florence and the Machine - Lungs 9. Eminem - Recovery 10. Mumford and Sons - Sigh No More |